# Schloßvippach
Schloßvippach est une commune allemande de Thuringe, située dans l'arrondissement de Sömmerda. Elle est le siège de la communauté d'administration de Gramme-Vippach qui regroupe douze communes.

## Géographie
La commune est située à 15 km au nord-est d'Erfurt et s'étend sur 20,97 km2.

## Jumelage
Ramonchamp (France)